# 11 يناير
- السبت
- الأحد
- الاثنين
- الثلاثاء
- الأربعاء
- الخميس
- الجمعة

- 2827 جمادى الآخرة 1446  هـ
- 2928 جمادى الآخرة 1446  هـ
- 3029 جمادى الآخرة 1446  هـ
- 3130 جمادى الآخرة 1446  هـ
- 11 رجب 1446  هـ
- 22 رجب 1446  هـ
- 33 رجب 1446  هـ
- 44 رجب 1446  هـ
- 55 رجب 1446  هـ
- 66 رجب 1446  هـ
- 77 رجب 1446  هـ
- 88 رجب 1446  هـ
- 99 رجب 1446  هـ
- 1010 رجب 1446  هـ
- 1111 رجب 1446  هـ
- 1212 رجب 1446  هـ
- 1313 رجب 1446  هـ
- 1414 رجب 1446  هـ
- 1515 رجب 1446  هـ
- 1616 رجب 1446  هـ
- 1717 رجب 1446  هـ
- 1818 رجب 1446  هـ
- 1919 رجب 1446  هـ
- 2020 رجب 1446  هـ
- 2121 رجب 1446  هـ
- 2222 رجب 1446  هـ
- 2323 رجب 1446  هـ
- 2424 رجب 1446  هـ
- 2525 رجب 1446  هـ
- 2626 رجب 1446  هـ
- 2727 رجب 1446  هـ
- 2828 رجب 1446  هـ
- 2929 رجب 1446  هـ
- 3030 رجب 1446  هـ
- 311 شعبان 1446  هـ

11 يناير أو 11 كانون الثاني أو يوم 11 \ 1 (اليوم الحادي عشر من الشهر الأوَّل) هو اليوم الحادي عشر (11) من السنة وفقًا للتقويم الميلادي الغربي (الغريغوري). يبقى بعده 354 يومًا لانتهاء السنة، أو 355 يومًا في السنوات الكبيسة.

## أحداث
- 1693 -
  - بركان إتنا يبدأ في الانفجار والثوران، مما أدى لاحقا إلى مقتل 20000 شخص.
  - زلزال في صقلية بإيطاليا يؤدي إلى مقتل 60000 شخص، ويعد أحد الزلازل الأكثر دمارًا في العالم.
- 1759 - ظهور أول شركة تأمين على الحياة وذلك في مدينة فيلادلفيا الأمريكية.
- 1787 - ويليام هيرشل يكتشف قمران يدوران حول كوكب أورانوس سميا «تيتانيا» و«أوبرون».
- 1861 - ولاية ألاباما تنشق عن الولايات المتحدة وذلك في إطار الحرب الأهلية الأمريكية.
- 1867 - بينيتو خواريز يتولى رئاسة المكسيك للمرة الثانية.
- 1904 -
  - البريطانيون يهاجمون قوات الدراويش التابعة للزعيم الصومالي محمد عبد الله حسان الملقب بالملا المجنون ويوقعوا إصابات فادحة بين قواته.
- 1919 - رومانيا تضم منطقة ترانسيلفانيا بعدما كانت تابعة للإمبراطورية النمساوية المجرية.
- 1922 - أول محاولة ناجحة لمعالجة مرضى السكري بعقار الإنسولين.
- 1923 - قوات فرنسية وبلجيكية تحتل حوض الرور لإجبار ألمانيا على دفع ديونها الحربية.
- 1935 - أميليا إيرهارت تطير بمفردها من هاواي إلى كاليفورنيا، لتكون بذلك أول امرأة تقوم بهذا العمل.
- 1942 -
  - اليابان تعلن الحرب على هولندا وتغزو الهند الهولندية وذلك في الحرب العالمية الثانية.
  - القوات اليابانية تسيطر على مدينة كوالالمبور الماليزية.
- 1944 - مجموعة من البرجوازية والأعيان في المغرب يقدمون وثيقة للمطالبة بالاستقلال عن فرنسا.
- 1946 - أنور خوجة ينهي الملكية في ألبانيا ويعلن قيام الجمهورية الشعبية برئاسته.
- 1972 - باكستان الشرقية تغير اسمها إلى بنغلاديش.
- 1990 - مسيرة ضخمة في لتوانيا للمطالبة باستقلالها عن الاتحاد السوفيتي.
- 1991 - الكونغرس الأمريكي يفوض بأغلبية ساحقة الرئيس جورج بوش باستخدام القوة ضد العراق لإرغامه على الإنسحاب من الكويت بعد فشل كافة الجهود الدبلوماسية باقناع الرئيس العراقي صدام حسين بالخروج سلميًا من الكويت.
- 1992 -
  - الشاذلي بن جديد يترك السلطة ويتخلى عن رئاسة الجزائر.
  - مجلس الأمن الأعلى بالجزائر يلغي الجولة الثانية من الانتخابات التشريعية بعد الفوز الساحق الذي حققته الجبهة الإسلامية للإنقاذ في الجولة الأولى.
- 2001 - اللجنة التجارية الإتحادية FTC تصدق على اندماج AOL وتايم وارنر لتشكيل تايم وارنر AOL.
- 2004 - منتخب السعودية لكرة القدم يفوز بلقب بطولة كأس الخليج السادسة عشر المقامة في دولة الكويت.
- 2005 - حرائق الأشجار تكتسح شبه جزيرة آيري في جنوب أستراليا.
- 2008 - افتتاح فعاليات دمشق عاصمة الثقافة العربية في احتفال ضخم جرى في ساحة الأمويين، تخلله عرض للألعاب النارية على جبل قاسيون اعتبر الأضخم في تاريخ البلاد.
- 2010 - الرئيس السوداني عمر البشير يعلن عن تخليه عن قيادة الجيش السوداني وذلك لأن قانون الأحزاب المطبق منذ عام 2007 يقضي بأنه لا يمكن الجمع بين عضوية تنظيم سياسي والقوات المسلحة، وأيضًا تماشيًا مع القانون الانتخابي لكي يتسنى له الترشح لولاية جديدة في الانتخابات المقررة في أبريل 2010.
- 2012 -
  - اغتيال مصطفى أحمدي روشن عالم نووي إيراني وأستاذ جامعة بواسطة قنبلة ألصقت بسیارته من قبل راکبي دراجة نارية بالعاصمة طهران.
  - مقتل جيل جاكيه مراسل قناة فرنسا 2، مع سبعة أشخاص آخرين لدى استهداف مسلحي المعارضة لمسيرة مؤيدة للنظام السوري في مدينة حمص، سوريا.
- 2015 -
  - فيلم صبا يفوز بثلاث جوائز غولدن غلوب في حفل توزيع جوائز الغولدن غلوب الثاني والسبعين.
  - القيام بمسيرات الجمهورية في كامل أنحاء فرنسا والخارج شارك فيها حوالي 4 ملايين شخص منهم حوالي مليونين في باريس وحدها بمشاركة قرابة 50 من قادة العالم، لتصبح بذلك أكبر مسيرات في تاريخ البلاد.
  - انتخاب كوليندا غرابار كيتاروفيتش رئيسة لكرواتيا وبذلك تصبح أول سيدة ترأس كرواتيا.
- 2016 - الأرجنتيني ليونيل ميسي يفوز بنسخة 2015 من كرة الفيفا الذهبية.
- 2020 - تولية هيثم بن طارق آل سعيد منصب سلطان عمان، بعد وفاة السلطان قابوس بن سعيد.
- 2024 - بدء جلسات الاستماع العامة في دعوى جنوب إفريقيا على إسرائيل في محكمة العدل الدولية، والتي تتهم فيها جنوب إفريقيا إسرائيل بارتكاب إبادة جماعية.

## مواليد
- 347 - ثيودوسيوس الأول، إمبراطور الإمبراطورية الرومانية.
- 889 - عبد الرحمن الناصر لدين الله، أحد الخلفاء الأمويين في الأندلس.
- 1842 - ويليام جيمس، فيلسوف وعالم نفس أمريكي.
- 1842 - جون هاريسون ميلز، رسام ورجل أعمال أمريكي.
- 1852 - قسطنطين فيرينباخ، مستشار ألمانيا.
- 1907 - بيير منديس فرانس، رئيس وزراء فرنسا.
- 1911 - زينكو سوزوكي، رئيس وزراء اليابان.
- 1914 - عبد العزيز محمود، مغني مصري.
- 1915 - السيد بدير، مخرج ومؤلف وممثل مصري.
- 1923 - نبيل الدسوقي، ممثل مصري.
- 1924 - روجه غيومين، طبيب فرنسي حائز على جائزة نوبل في الطب عام 1977.
- 1937 - إسكندر عزيز، ممثل سوري.
- 1954 - الطاهر جعوط، شاعر وروائي وصحفي جزائري.
- 1957 - براين روبسون، لاعب ومدرب كرة قدم إنجليزي.
- 1958 - إيمان الطوخي، ممثلة مصرية.
- 1963 -
  - ليلى السلمان، ممثلة سعودية.
  - نهى العمروسي، ممثلة مصرية.
- 1968 - رانيا برغوث، إعلامية لبنانية.
- 1972 -
  - أنس الصالح، أول وزير للداخلية الكويتية من خارج الأسرة الحاكمة.
  - أماندا بيت، ممثلة أمريكية.
- 1973 - روكموند دنبار، ممثل أمريكي.
- 1981 - علي الزيتوني، لاعب كرة قدم تونسي.
- 1985 -
  - موجغان كورال ترك، ممثلة تركية.
  - مصعب الكندري، لاعب كرة قدم كويتي.
- 1986 - أريج خضور، ممثلة سورية.
- 1989 - نايف هزازي، لاعب كرة قدم سعودي.
- 1992 - داني كارفاخال، لاعب كرة قدم إسباني.
- 1993 - ملك قورة، ممثلة مصرية.

## وفيات
- 1239 - ابن عسكر المالقي، عالم مسلم وكاتب عربي أندلسي.
- 1882 - ثيودور شوان، عالم فيزيولوجيا ألماني.
- 1928 - توماس هاردي، كاتب إنجليزي.
- 1941 - إيمانويل لاسكر، لاعب شطرنج ألماني.
- 1944 - غالياتسو تشانو، سياسي إيطالي.
- 1964 - بشارة الخوري، رئيس للجمهورية اللبنانية.
- 1988 - أيزيدور إسحق رابي، عالم فيزياء أمريكي حائز على جائزة نوبل في الفيزياء عام 1944.
- 1991 - كارل ديفيد أندرسون، عالم فيزياء أمريكي حائز على جائزة نوبل في الفيزياء عام 1936.
- 2001 - محمد بن صالح العثيمين، عالم مسلم سعودي.
- 2008 - إدموند هيلاري، مستكشف نيوزيلندي، وأول شخص يصل إلى قمة جبل إفرست في العالم.
- 2011 - صلاح الدين الحسيني، شاعر فلسطيني.
- 2014 - أرئيل شارون، رئيس وزراء إسرائيلي.
- 2016 - يوسف زعيّن، رئيس وزراء سوري.
- 2021 - أحمد بن إبراهيم الحربي، شاعر وكاتب قصصي سعودي.
- 2021 - شيلدون أديلسون، رجل أعمال أمريكي.

## أعياد ومناسبات
- ذكرى تقديم وثيقة الاستقلال في المغرب.
- عيد الجمهورية في ألبانيا.

## وصلات خارجية
- وكالة الأنباء القطريَّة: حدث في مثل هذا اليوم.
- النيويورك تايمز: حدث في مثل هذا اليوم.
- BBC: حدث في مثل هذا اليوم.